# 브릭스 당도
브릭스 당도 또는 브릭스(Brix)는 과일이나 와인과 같은 어떤 액체에 있는 당의 농도를 대략적으로 정하는 단위로, 독일 과학자인 아돌프 브릭스(Adolf Ferdinand Wenceslaus Brix)가 역시 당의 농도를 결정하는 Balling 척도를 개선한 것이다.
당이 있는 어떤 용액 100g에 x 그램의 당이 있으면 x 브릭스가 된다.

## 결정 방법
어떤 용액의 당도는 당도계(saccharometer)로 그 용액의 비중을 측정하거나 굴절계 (refractometer)로 그 용액의 굴절률을 측정하여 결정한다.
어떤 용액의 온도가 섭씨 20 도일 때 그 용액의 비중을 측정하는데 비중이 결정되면 브릭스는 대략 261.3 x (1 - 1/비중)으로 결정된다.

## 같이 보기
- 보메 비중계